# Élection présidentielle brésilienne de 1994
L'élection présidentielle brésilienne de 1994 a lieu le 3 octobre 1994.
Fernando Henrique Cardoso (PSDB, supporté par les démocrates et le parti travailliste brésilien) a gagné dès le premier tour contre Luiz Inácio Lula da Silva (PT).
Dans le cadre des élections générales brésiliennes de 1994, il y eut également l'élection du vice-président, des gouverneurs d’État, des sénateurs (2 par Etat), des députés fédéraux et des députés d’État.
La course à la présidence avait neuf candidats, parmi lesquels des personnalités nationales comme Fernando Henrique Cardoso, Darcy Ribeiro (PDT), Leonel Brizola (PDT) et Lula. La campagne électorale a été marquée par plusieurs événements importants, tels que le lancement d'une nouvelle monnaie (Real), la chute du ministre des finances Rubens Ricupero, des soupçons de corruption et le retournement des intentions de vote dans les sondages.
Le résultat de cette élection a été directement influencé par le Plan Real, un plan économique élaboré par Fernando Henrique, ministre des Finances d'Itamar Franco. Le plan a permis de mettre fin à l'hyperinflation, de stabiliser les prix, d'augmenter le pouvoir d'achat des familles et de permettre la planification des actions gouvernementales sur l'économie et la société, par la stabilité de la monnaie.

## Résultats
| Candidat                  | Candidat                  | Colistier                 | Parti                     | Premier tour | Premier tour |
| Candidat                  | Candidat                  | Colistier                 | Parti                     | Voix         | %            |
| ------------------------- | ------------------------- | ------------------------- | ------------------------- | ------------ | ------------ |
|                           | Fernando Henrique Cardoso | Marco Maciel (PFL)        | PSDB                      | 34 362 726   | 54,28        |
|                           | Luiz Inácio Lula da Silva | Aloizio Mercadante        | PT                        | 17 116 579   | 27,04        |
|                           | Enéas Carneiro            | Roberto Gama              | PRONA                     | 4 671 474    | 7,38         |
|                           | Orestes Quércia           | Iris de Araújo            | PMDB                      | 2 773 497    | 4,38         |
|                           | Leonel Brizola            | Darcy Ribeiro             | PDT                       | 2 015 843    | 3,18         |
|                           | Espiridião Amin           | Gardênia Gonçalves        | PPR                       | 1 739 780    | 2,75         |
|                           | Carlos Antônio Gomes      | Dilton Carlos Salomoni    | PTC                       | 387 815      | 0,61         |
|                           | Hernani Fortuna           | Vitor Nósseis             | PSC                       | 238 257      | 0,38         |
| Votes blancs ou invalides | Votes blancs ou invalides | Votes blancs ou invalides | Votes blancs ou invalides | 14 638 118   | —            |
| Total                     | Total                     | Total                     | Total                     | 77 944 089   | 100          |
| Électeurs enregistrés     | Électeurs enregistrés     | Électeurs enregistrés     | Électeurs enregistrés     | 94 743 043   | 82.24        |